# Матон-де-ля-Кур, Шарль-Жозеф
Шарль-Жозеф Матон-де-ля-Кур (фр. Charles-Joseph Mathon de la Cour; 6 октября 1738, Лион — 15 ноября 1793, там же) — французский публицист, редактор и издатель.

## Биография
В 1764 г. основал «Музыкальную газету» (фр. Journal de Musique), впоследствии редактировавшуюся Николя Фрамери, затем в 1775—1778 гг. издавал «Музыкальный альманах» (фр. Almanach musical), а с 1784 года — «Лионскую газету» (фр. Journal de Lyon). Как издатель, Матон напечатал, помимо прочего, оперы Кристофа Виллибальда Глюка «Армида» и «Ифигения в Тавриде». Среди разнообразных собственных сочинений Матона выделяется, вышедшее отдельным изданием, эссе «О патриотизме при монархии» (фр. Sur le patriotisme dans une monarchie; 1788).
Был гильотинирован как контрреволюционер.